# Пожешки партизански одред
Пожешки народноослободилачки партизански (НОП) одред  је био партизанска јединица у саставу Народноослободилачке војске и партизанских одреда Југославије током Другог светског рата у Хрватској.

## Историјат
Фoрмиран је 29. јуна 1943. код села Врховаца на Папуку од људства из Пожешке котлине. Имао је два батаљона са укупно 161 борцем, наоружаним са 141 пушком, 1 аутоматом и 4 пушкомитраљеза. Био је под непосредном командом Штаба 2. хрватског корпуса НОВЈ, а 1. септембра 1943. ушао је у састав Источне групе НОП одреда тог корпуса (од 5. октобра 1943 – 6. корпуса НОВЈ). У лето 1943. обезбеђивао је жетву у Пожешкој котлини. Крајем августа и касније, изводио је диверзије на пругама: Нова Капела—Плетерница—Славонска Пожега—Велика и Плетерница—Нашице. Истакао се у борбама са домобранима код села Велике 16. новембра, а 6. децембра напао је непријатељски транспорт код села Копривне, на железничкој прузи Плетерница—Нова Капела, и уништио локомотиву и 4 вагона. Погинуло је 20, а заробљено 40 немачких војника, домобрана и усташа. Крајем децембра Одред је имао 363 борца, наоружана са 261 пушком, 3 аутомата, 5 пушкомитраљеза и 2 митраљеза. У првој половини 1944. Одред је изводио диверзантске акције на пругама, а од 27. априла до 10. маја водио жестоке борбе у Пожешкој котлини и на планини Папук против јаких немачких и усташко-домобранских снага за време непријатељске операције Олуја. Нешто касније, 19. маја, учествује у нападу на села Јакшић. У лето 1944. обезбеђује сакупљање жетве; 5. и 6. септембра учествује у нападу на Славонску Пожегу, а 12. септембра и у борбама за њено ослобођење. Од октобра 1944. до априла 1945. вршио је диверзије на пругама и цестама, самостално нападао мање непријатељске колоне и упоришта, а јединицама 6. корпуса НОВЈ учествовао у нападима на већа непријатељска упоришта. Расформиран је 22. априла 1945, а његовим људством попуњене јединице 2. бригаде 1. дивизије КНОЈ.